# 保存科
保存科（ほぞんか）とは、う蝕などの歯牙疾患に対する保存修復処置、根管治療などを行う歯内療法や歯周病の治療を行い、できるだけ歯を保存的に治療することを中心とする診療科である。
う蝕、根尖性歯周炎、歯周病、外傷歯などを主として治療する。ホワイトニングなどの審美歯科もこの分野に含まれる。
なお、歯科大学附属病院、歯学部附属病院に設置されているが、医療法で規定された標榜科ではないため、「保存科」として広告することができない。